# 拜林省
拜林省（高棉語發音：[kʰaet pai lɨn]）在柬埔寨西部靠近泰國邊境，位於荳蔻山脈北段。被馬德望省所圍繞，在1996年紅色高棉的英薩利派系投降之後，正式地從馬德望省中分離成為獨立行政區。曾在1979年被攻破後長期作為紅色高棉的據點。在柬埔寨國內以其豐富的自然資源，如寶石及木材等聞名。
拜林省曾是高棉帝國的一部分，在1594至1946年間受暹羅人不同程度地統治，並在其後歸還柬埔寨，至今在邊界區仍時有紛爭。在2008年12月22日諾羅敦施亞努國王簽署了皇家法令將白馬省、拜林省及施亞努省提升為省級行政區，並同時調整些許省籍邊界。

## 歷史
在1970年代早期，拜林因為周圍村鎮的大量寶石礦藏而繁榮；也因此在當地居民開始大規模反抗高棉共和國時，本區成為紅色高棉首先侵入的城市之一。民眾在毫無反抗地將赤柬的士兵們以救星之姿迎接入城，因為他們相信赤柬將幫助當時被退位的國王重回權位。但不久後居民開始被迫去外圍鄉村的稻田中工作，那些被懷疑與政府有聯繫的居民也被暗中殺害。赤柬並利用開採寶石礦藏外銷的所得資助他們的反抗活動。
自從內戰開始以來，拜林的經濟便持續下滑，地區商業活動也難以進行。然而，如今在政治穩定的情況之下，其古寺、森林、自然生態及特殊的寶石交易為當地帶進新的一波觀光人潮。

## 文化
在红色高棉上台之前，拜林文化異於高棉文化屬於緬甸撣族（類似於緬甸與泰國），其近似之處顯現在此區的傳統食物、衣著、寺廟建築、節慶及藝術。本區主要為自1876年起從緬甸移入的Kula人（高棉人對緬甸人的稱呼），第二波移民撣族（緬甸的少數民族之一），在1920年代起開始移入。Kula人以他們開採珍貴寶石的事業而聞名，也大概是吸引他們移民此地的誘因。

## 地雷
拜林省為世界上重度地雷區之一，前往當地的遊客皆被警示在標定的範圍內活動。

## 行政區劃
這個省分被分為1市1縣：
- 拜林市（ក្រុងប៉ៃលិន）[4]
- 萨拉格劳县（ស្រុកសាលាក្រៅ）[4]

拜林被馬德望省所圍繞，在1996年後從馬德望省中分離成為市級行政區，並在2008年與白馬省及施亞努省一起提升為省級行政區。

## 外部連結
- http://www.pailintourism.org/ （页面存档备份，存于）